# Phacodes triangulum
Phacodes triangulum är en skalbaggsart som först beskrevs av Belon 1902.  Phacodes triangulum ingår i släktet Phacodes och familjen långhorningar. Inga underarter finns listade i Catalogue of Life.